# Bohuslav Vyletal
Bohuslav Vyletal (22 dicembre 1920 – 24 febbraio 2014) è stato un calciatore cecoslovacco, di ruolo attaccante.

## Carriera

### Nazionale
Esordisce il 29 novembre 1952 in un'amichevole contro l'Albania (3-2).

## Statistiche
| Cronologia completa delle presenze e delle reti in nazionale ― Cecoslovacchia | Cronologia completa delle presenze e delle reti in nazionale ― Cecoslovacchia | Cronologia completa delle presenze e delle reti in nazionale ― Cecoslovacchia | Cronologia completa delle presenze e delle reti in nazionale ― Cecoslovacchia | Cronologia completa delle presenze e delle reti in nazionale ― Cecoslovacchia | Cronologia completa delle presenze e delle reti in nazionale ― Cecoslovacchia | Cronologia completa delle presenze e delle reti in nazionale ― Cecoslovacchia | Cronologia completa delle presenze e delle reti in nazionale ― Cecoslovacchia |
| Data                                                                          | Città                                                                         | In casa                                                                       | Risultato                                                                     | Ospiti                                                                        | Competizione                                                                  | Reti                                                                          | Note                                                                          |
| ----------------------------------------------------------------------------- | ----------------------------------------------------------------------------- | ----------------------------------------------------------------------------- | ----------------------------------------------------------------------------- | ----------------------------------------------------------------------------- | ----------------------------------------------------------------------------- | ----------------------------------------------------------------------------- | ----------------------------------------------------------------------------- |
| 29-11-1952                                                                    | Tirana                                                                        | Albania                                                                       | 3 – 2                                                                         | Cecoslovacchia                                                                |                                                                               | -                                                                             |                                                                               |
| 7-12-1952                                                                     | Tirana                                                                        | Albania                                                                       | 2 – 1                                                                         | Cecoslovacchia                                                                |                                                                               | -                                                                             |                                                                               |
| Totale                                                                        |                                                                               | Presenze                                                                      | 2                                                                             |                                                                               | Reti                                                                          | 0                                                                             |                                                                               |